# 德基欧斯
德基欧斯（羅馬化：Dékios）是584年10月-585年间的拉文纳总督（拉丁语：Exarch，希腊语：Έξαρχος）。一般认为他是拉文纳的第一任总督，但也有学者认为巴杜阿留斯在他之前就曾担任其总督。